# Монревель, Флоран-Александр-Мелькиор де Лабом
Флоран-Александр-Мелькиор де Лабом (фр. Florent-Alexandre-Melchior de la Baume; 18 апреля 1736, Макон — 7 июля 1794, Париж), граф де Монревель и Священной Римской империи — французский военный и государственный деятель.

## Биография
Сын Мелькиора-Эспри де Лабома, графа де Монревеля, и Флоранс дю Шатле.
Граф де Шевиньи, барон де Л’Абержеман, де Люньи, Лессар, Ше, Эн-Аньер, Марбо, Фуасья, Сент-Этьен-дю-Буа, Бонрепо, Сент-Этьен-су-Рессуз, и прочее, сеньор де Крюзий, Шаль, Туртерель, Нобль, Мерсе, Жене, Льефран, Жевиньи.
Как и его предки, последний граф де Монревель предназначался для военной карьеры. По замечанию автора биографической статьи об этом вельможе в «Анналах Маконской Академии», Анри Глориа, по мудрому установлению, принятому Людовиком XIV, отпрыски знатных фамилий, перед тем как купить собственные полки, были обязаны некоторое время послужить в корпусе Дома короля, чтобы приобрести необходимые знания. Отслужив три цензовых года в первой роте королевских мушкетеров, Флоран-Александр-Мелькиор получил должность шефа бригады гвардии герцога Станисласа Лотарингского.
С началом Семилетней войны граф де Монревель добился назначения адъютантом к принцу де Субизу, с которым проделал Ганноверскую кампанию, а в 1759 году, после отставки герцога де Монбазона, получил под командование его полк, называвшийся полком Роган-Монбазона, и переименованный в полк Монревеля (с 1762 года полк Берри).
В конце войны Монревель был направлен со своим полком в Бретань для обороны побережья от возможного английского десанта, и долгое время базировался на полуострове Киберон. 25 июля 1762 был произведен в бригадиры пехоты. 3 января 1770 произведен в лагерные маршалы, после чего отказался от продолжения военной карьеры и жил попеременно в своих владениях в Маконне и Брессе, преимущественно в замке Шаль и в Тиаре, близ Шуази-ле-Руа.
В Маконе он с большой пышностью перестроил семейный особняк, устроив там, помимо прочего, театральный зал, куда приглашал для выступлений провинциальные труппы и артистов из Парижа, и где ставили новейшие оперы Пиччини и Глюка. Трижды в неделю граф устраивал любительские симфонические концерты, в которых и сам принимал участие в качестве скрипача.
Основной страстью отставного военного была загонная охота. В бресском замке Шаль он держал более 50 лошадей и две сотни собак для охоты на оленя и кабана. При этом он заботился о возмещении ущерба, который его забавы могли причинять окрестным земледельцам (согласно феодальным привилегиям, действовавшим при старом режиме, крестьяне не имели права требовать компенсации за потравы, устроенные сеньорами во время охоты).
Замок Шаль, позднее уничтоженный революционерами, также славился своей пышностью по всему Брессу. Помимо прекрасного парка, там находилась богатая коллекция картин знаменитых художников, и граф, по образцу Маконского дворца, выстроил и в Шале концертный зал. В августе 1775 через эти места проходил маршем Беррийский полк, и граф устроил в своем парке пышный праздник и богатое угощение для господ офицеров и нижних чинов. В торжестве участвовали тысячи людей, явившихся из Бурк-ан-Бреса и Макона, и празднество закончилось балом, продолжавшимся всю ночь в иллюминированном саду.
Помимо изысканных развлечений, граф де Монревель принимал некоторое участие в интеллектуальной жизни провинции, став, вместе с господами Лаландом, Рибу и Варенн де Фенилем, одним из первых членов эмуляционного общества Бурк-ан-Бреса, и, с момента его основания в 1783 году, активно участвовал в дискуссии о сословных привилегиях, а в 1784 году учредил фонд для поощрения работы общества. Заботами графа первые монгольфьеры взлетели в Маконе в том же году, что и в Париже.
Будучи в курсе современных научных веяний, Флоран-Александр-Мелькиор де Лабом являлся поклонником учения Месмера о животном магнетизме, чрезмерное доверие к которому едва не стоило ему жизни во время тяжелого заболевания в 1785 году. Несмотря на это, выздоровев, граф установил в парке Шаля памятный обелиск, в XIX веке ставший украшением одного из публичных мест в Бурке, и оставшийся единственным уцелевшим свидетельством былого великолепия графского имения.
В марте 1789 года граф был избран депутатом Генеральных штатов от знати бальяжа Маконне. В составе Ассамблеи он одним из первых дворян примкнул к третьему сословию, хотя письменный наказ избирателей запрещал ему уступки в вопросе дворянских привилегий. В июле 1789 года Монревель провел отпуск в Маконе, посетив этот город в последний раз. В беседах со знакомыми он не скрывал своих опасений по поводу дальнейшего развития событий. Спустя несколько дней после возвращения графа в Париж его тревоги подтвердились, так как бунтующая чернь начала сжигать господские замки, и в числе первых уничтожила его дворец в Люньи.
В составе Национальной Ассамблеи граф, оставаясь сторонником монархии, был горячим защитником интересов своей провинции, и во многом благодаря его влиянию город Макон, несмотря на возражения, был избран в качестве административного центра департамента Сона и Луара.
Отказавшись эмигрировать после роспуска Ассамблеи, граф оказался в затруднительном положении. Не имея наследников, он передал свою маконскую собственность согражданам, а сам жил то в Париже, то в его окрестностях, надеясь затеряться в многолюдном городе и пережить начавшуюся эпоху Террора.
Рассказывали, что однажды он столкнулся на улице со своим бресским земляком и прежним служителем гражданином Рибу, и тот удивленно воскликнул: «Как это, вы здесь, месье граф, вы что же, не эмигрировали?» Монревель постарался заверить собеседника, что ведет тихую частную жизнь, занимаясь только домашним хозяйством, но сознательный гражданин через несколько дней подал на него донос в муниципалитет Бурка. Местные власти, рассудив, что значительные земельные владения графа представляют легкую добычу (деятели революции по символическим ценам скупали на аукционах имущество репрессированных аристократов), дали делу ход, передав информацию своим знакомым в столице. В феврале 1794 года граф де Монревель был арестован и помещен в арестантский дом Люксембурга.
После пяти месяцев заключения он, вместе с другими узниками, общим числом 59 человек, был обвинен в организации тюремного заговора и 19 мессидора II года Республики предстал перед революционным трибуналом вместе с князем де Шиме, герцогом де Жевром, господином де Николаи и знаменитым филантропом аббатом Салиньяк-Фенелоном, покровителем савойских детей.
Разбирательство проходило по ускоренной террористической процедуре (без участия адвоката; не более 10—15 минут на рассмотрение одного дела). Президент трибунала гражданин Дюма задал обвиняемым обычные идентификационные вопросы, затем его помощник, прежний главный секретарь парламента Изабо, иронично заметил Монревелю: «Ты ведь должен помнить этот зал?» (судилище проходило в прежней большой палате Парижского парламента). Когда подошла очередь графа де Монревеля, тот, понимая, что просить террористов о правосудии бессмысленно, на вопросы председателя ответил одной фразой: «Я пожил довольно, вы можете заставить меня умереть». В тот же день все 59 обвиняемых были казнены.
Завещание графа, составленное 3 февраля 1792, было выставлено на продажу на аукционе в 2008 году, в составе «Архивов Лабом-Монревель».

## Семья
1-я жена (10.04.1752): Элизабет-Селеста-Аделаида де Шуазёль (1737—1768), дочь морского министра Сезара-Габриеля де Шуазёля, герцога де Пралена, и Мари де Шампань. Последние годы супруги жили раздельно. Брак бездетный
2-я жена: N де Граммон. По словам Анри Глориа, этот брак также был неудачным, поскольку граф отличался более подозрительным нравом, чем это было принято в его время. Через некоторое время он добился тайного приказа об аресте своей жены (lettre de cachet), она была заключена в один из парижских монастырей, где через несколько лет приняла постриг.